# The Wife of the Centaur
The Wife of the Centaur és una pel·lícula muda dirigida per King Vidor i protagonitzada per Eleanor Boardman i John Gilbert. Basada en la novel·la homònima de Cyril Hume, es va estrenar l’u de desembre de 1924. Es considera una pel·lícula perduda.

## Argument
Jeffrey Dwyer, un novel·lista dotat però neuròtic, se sent atret per Joan Converse, una jove innocent, però se’n desentén en conéixer la voluptuosa Inez Martin. Després d’una breu i apassionada relació, Inez deixa Jeffrey per anar amb Harry Todd, amb qui es casa. Desenganyat, Jeffrey es lliure a la beguda i a la disbauxa i deixa d’escriure. Quan s’adona del malbaratament i de la inutilitat de la seva vida, es casa amb la Joan, lloga una caseta a la muntanya i escriu una segona novel·la que és un èxit. Ell i Joan estan contents fins que Inez, el matrimoni del qual ha fracassat, apareix perquè vol reprendre la seva relació. Lloga una casa a prop seu, i Jeffrey, després d’un fort conflicte entre les seves naturaleses idealista i sensual, abandona Joan deixant-li una carta de comiat. Ràpidament, però, s’adona que no estima Inez i torna a Joan, que el perdona i l’accepta de nou.

## Repartiment
- Eleanor Boardman (Joan Converse)
- John Gilbert (Jeffrey Dwyer)
- Aileen Pringle (Inez Martin)
- Kate Lester (Mrs. Converse)
- William Haines (Edward Converse)
- Kate Price (Mattie)
- Jacqueline Gadsden (Hope Larrimore)
- Bruce Covington (Mr. Larrimore)
- Philo McCullough (Harry Todd)
- Lincoln Stedman (Chuck)
- William Orlamond (oncle Roger)
- Betty Francisco